# Juan José Collantes Guerrero
Juan José Collantes Guerrero (San Fernando, 7 januari 1983), voetbalnaam Collantes, is een gewezen Spaans profvoetballer. Hij is een zeer beweeglijke aanvaller.
Collantes genoot de jeugdopleiding van Villarreal CF en begon zijn profcarrière tijdens het seizoen 2001-2002 bij CD Onda. Het daaropvolgende seizoen maakte hij nog een omzwerving bij Palamós CF, waar hij opgemerkt werd door het grote Racing Santander. Bij deze ploeg speelde hij één seizoen voor de B-ploeg en werd twee seizoenen opgenomen bij de eerste ploeg.
Zijn doorbraak kende hij bij Rayo Vallecano, waarvoor hij in het totaal 100 officiële wedstrijden speelde. In januari 2010 kwam hij terecht bij CF Granada. Bij deze ploeg kende hij tot op heden zijn grootste successen met het kampioenschap en promotie naar de Segunda División A en het daaropvolgende jaar de winst in de eindronde van de Segunda División A met de promotie naar het hoogste niveau van het Spaanse voetbal als gevolg.
Hij volgde de ploeg niet omdat hij vreesde niet voldoende spelmogelijkheden te krijgen en zo kwam hij tijdens het seizoen 2011-2012 terecht bij FC Cartagena, een ploeg uit de Segunda División A. De speler werkte zich onmiddellijk op als basisspeler en werd enkel gestopt tijdens enkele wedstrijden door een kleine blessure. Ondanks het feit dat hij topscorer werd van de ploeg, kon deze zich niet handhaven. Door een clausule in zijn contract werd de samenwerking stopgezet en einde juni tekende hij voor twee seizoenen bij CE Sabadell, een ploeg die zich net in de Segunda División A kon handhaven. Bij deze ploeg moest de speler steeds vechten om een basisplaats en zou met ongeveer de helft van de wedstrijden spelen, waarvan de helft bij de eerste elf. Tijdens het tweede seizoen 2013-2014 zou hij zich opwerken als basisspeler en in het totaal 41 keer in actie komen. Na dit succesvol seizoen verlengde hij voor jaargang 2014-2015. Ondanks zijn tien doelpunten kon de ploeg haar behoud niet veilig stellen.
Om deze reden verhuisde hij tijdens het seizoen 2015-2016 naar een andere ploeg uit de Segunda División A, AD Alcorcón. Door zijn zevende plaats in de eindrangschikking kon de ploeg zich net niet plaatsen voor de eindronde.
In augustus 2016 tekende hij voor reeksgenoot UCAM Murcia CF. Deze ploeg was net gepromoveerd en speelde voor de eerste keer op het tweede Spaanse niveau. Ondanks een goede start, kon de ploeg zich niet handhaven.
Voor het seizoen 2017-2018 tekende hij voor een andere ploeg die net de degradatie naar de Segunda División B gekend had, Elche CF. De ploeg kon zich op het einde van de reguliere competitie als derde voor de eindronde plaatsen.  Tijdens deze nacompetitie werd de promotie naar Segunda División A afgedwongen.  De speler volgde de ploeg echter niet mee naar dit hoger niveau.
Het daaropvolgende seizoen keerde hij terug naar UCAM Murcia CF in Segunda División B.  Met een vijfde plaats in de eindrangschikking viel de ploeg net uit de eindronde.
Op 36-jarige vond hij voor het seizoen 2019-2020 onderdak bij CD Roda, een ploeg uit de Tercera División.  Dit zou het laatste seizoen van zijn actieve carrière zijn.